# منتخب جزر العذراء البريطانية للكرة اللينة للرجال
منتخب جزر العذراء البريطانية للكرة اللينة للرجال هو ممثل جزر العذراء البريطانية الرسمي في المنافسات الدولية في الكرة اللينة .